# 義眼

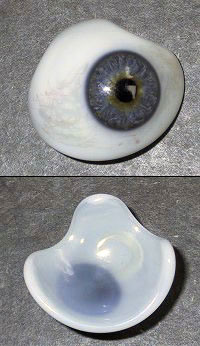
義眼（ガラス製）

義眼（ぎがん）とは、人工的に製作された眼球のこと。

## 医療
眼球が萎縮して視力を失った場合や、眼球を失った場合に眼窩や眼瞼の形状を正常な状態に保つ目的で用いられる。

### 種類

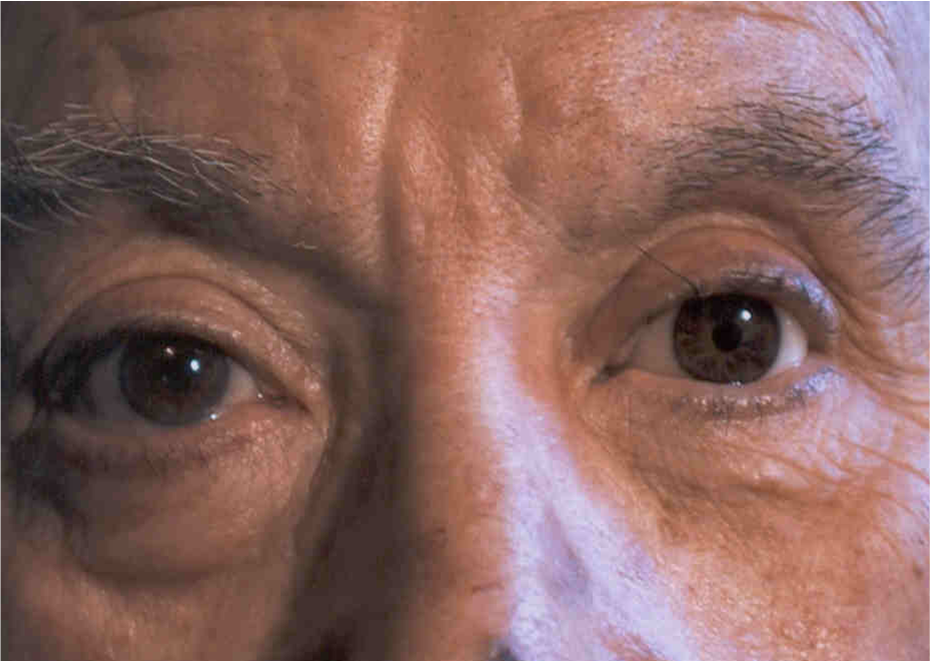
義眼を装着（左）した男性

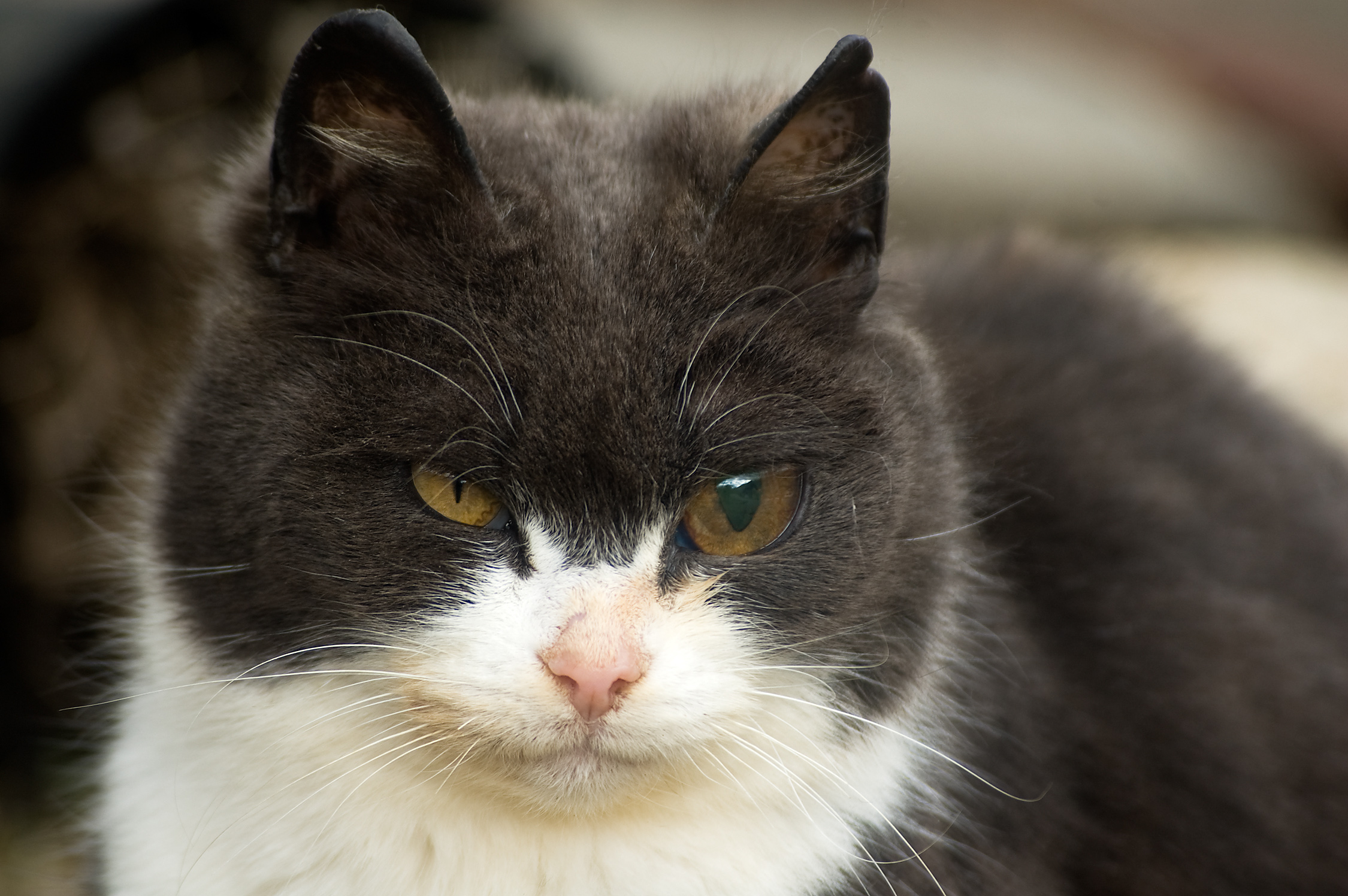
義眼を装着した猫

#### 形状別
眼球が萎縮している場合に用いられる眼球の上にかぶせるタイプと、眼球が欠損している場合に用いられる半球状のものとがある。主にオーダーメイドで製作されるが既製品も用いられている。一般的にはあまり手術後の可動性は見込めないが、「動く義眼」を可能にする手術もごく一部では行われている。

#### 用途別
外装用義眼
眼窩部分が欠損している場合に用いられる。
有窓義眼
眼球摘出手術などの際に、一時的に用いられる義眼。穴の開いた透明または白色のPMMAでできており、浸出液を排出できるようになっている。
アイバンク用義眼
角膜提供者に対する死後の美容上の観点から用いられる。通常の義眼とは異なり、レディメイドで装着感は考慮されていない。燃える素材が使用される。

### 歴史
中国では元（モンゴル）の時代、幼時に病気で片目を失った張存という人が腕のいい工匠に磁器製の義眼を作ってもらったという。日本では江戸時代にすでにガラスに彩色したものがあったことは当時の書物にも記録が残っている。ヨーロッパでは、パレにより作成された金属に彩色した義眼などが、戦争による需要の高まりとともに広く普及した。
義眼の歴史は素材の変化に伴うものといってよい。現在はPMMAで作製されているが、戦後間もなくまではガラス製であった。E・S・ガードナーの『義眼殺人事件』などを読むと、当時からかなり高度な義眼を作製していたことをうかがい知ることができる。ドイツなどでは、その技法が他国に流出しないように、かなりの規制をしていた。一方で日本においては、義眼作製技術は国策から独自に開発されている。岩城ガラスにより提供された素材をもとに、当時東京大学でガラス加工を行っていた厚澤銀次郎によってその技法が確立された。しかし戦後間もなく合成樹脂の加工技術が導入されたことから、日本での医療用途におけるガラス義眼の作製は徐々に衰退していった。
可動性義眼も、日本には比較して早い時期にとりいれられた。可動性義眼という名前は誤解を生みやすいが、可動性義眼とは、それを動かすための眼球摘出もしくは眼球内容除去をしたあとに行われる、特殊な手術方法をさすものといってよい。過去においては、様々な形状をした主に樹脂製のものを埋没していたが、長期的にあまり芳しい結果が得られなかった。手術後の義眼床の容積をできるだけ大きくしない為に、球形の樹脂を埋没する程度に後に次第に変化している。また、球形をした主にアパタイトに眼筋の先端を取り付けて結膜で被覆し、その上に義眼をかぶせる新たな義眼台がアメリカの形成外科医によって開発され、2000年代に入って日本国内でも使用される例がみられるようになった。

## 祭礼用
仏像などの目として使用される義眼。水晶などを用い玉眼ともいう。

## 剥製用
目は腐りやすく保存には向かないため、剥製を作る際にガラスやハードプラスチックで作られた義眼が用いられる。動物の特徴に合わせた色や形状をしている。

## ぬいぐるみ用
一部のぬいぐるみの目には義眼が用いられる。素材はガラスやプラスチックで、半球に布地に固定するための突起の付いたものが主に使用される。剥製用の義眼とは異なり、あまりリアルさは求められないため、ボタンで代用する場合もある。

## 人形用

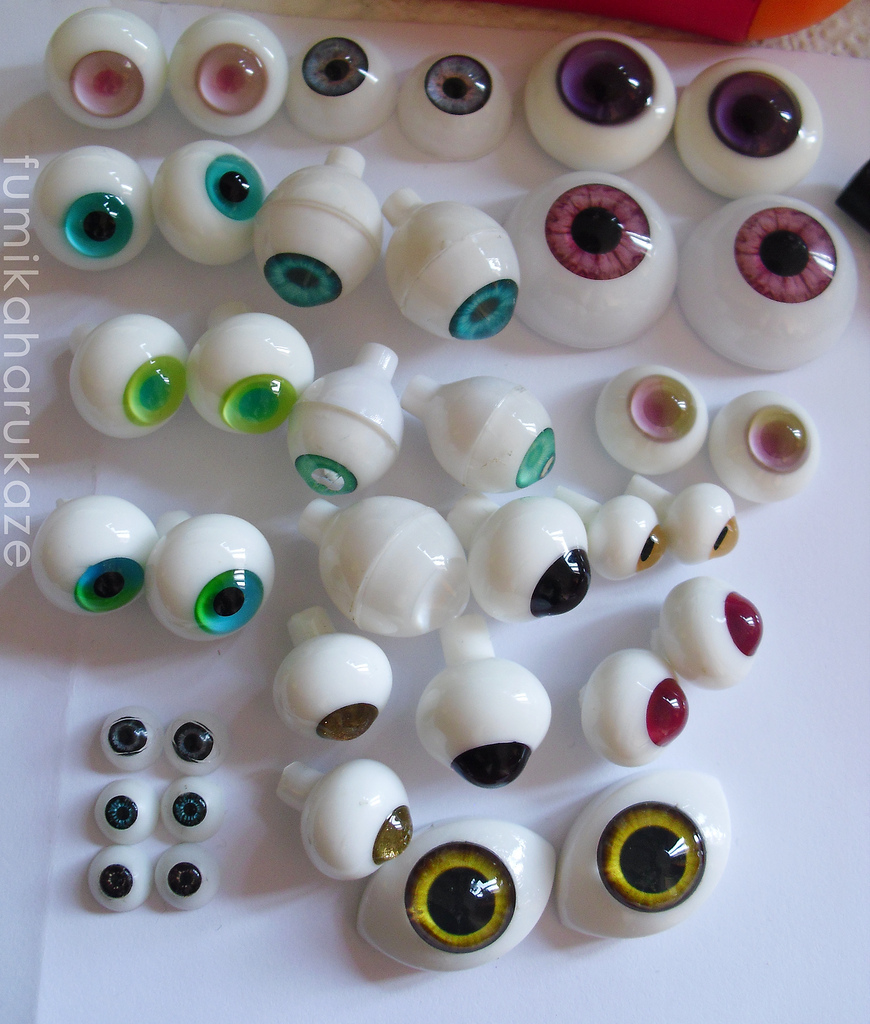
ドールアイ

ドールアイとも呼ばれる。スーパードルフィーなど、ヘッドにアイホールが開いているタイプの人形の目には義眼が用いられる。
素材はガラスやプラスチック・シリコンで、形状は球形・半球・楕円などがある。ヘッドにパテやホットボンドで固定して使用する。特撮などの上半身のみのメカニカルギニョール（『ゴジラ』や『ターミネーター』など）も部類的には義眼を演出として用いている。

## 変装用
従来の医療用途とは逆に健全な視力を有しているが、片目の盲目（隻眼）を装って目に異物をはめ込む例がある。古い例では、12世紀末、『吾妻鏡』に上総忠光（藤原景清の兄）が源頼朝の暗殺を目論み、左目に魚の鱗を入れ、偽の片目で「白く濁った目」を装い、土工にまぎれ、近づいた記述がある（意図して隻眼を装った例）。現代でも、映画などで俳優が盲目を演じる際、度なしのコンタクトレンズ（カラーコンタクトレンズの部類）で白く濁ったものをはめ込み、演技する。前者は「忍び込む為の偽装」であり、後者は「公に認知された変装」といえる。